# Victor von Alten (Politiker)
Victor Ferdinand Gustav von Alten (* 4. März 1817 in Polle; † 9. Dezember 1891 in Linden) war Mitglied des Deutschen Reichstags.

## Leben
Alten, aufgewachsen als Sohn eines Oberhauptmannes aus dem hannoverschen Adelsgeschlecht von Alten in Polle an der Weser, studierte Kameralwissenschaften auf der Forstakademie Dreißigacker im Herzogtum Meiningen. Bis 1841 war er als Forstmeister in Meiningenschen Diensten, dann übernahm er die Verwaltung der eigenen Güter Linden (Hannover) und Blücher (Mecklenburg). 1857 wurde er von der ersten Hannoverschen Kammer zum Schatzrat gewählt, ab 1859 war er Präsident des Obersteuer- und Schatzkollegiums bis zur Annexion Hannovers durch Preußen 1866. Danach war er land- und forstwirtschaftlich und industriell tätig. Auf seinem Gutsland entwickelte sich die Maschinenfabrik von Georg Egestorff, die die Grundlage der Industrialisierung des Ortes Linden bildete und später in der Hanomag aufging. 
1847/1848 und von 1856 bis 1866 gehörte Alten der I. Kammer des hannoverschen Landtages an.
Von 1878 bis 1884 war Alten Mitglied des Deutschen Reichstags für den Wahlkreis Hannover 11 als Welfe und zeitweise auch als Hospitant der Deutschen Zentrumspartei.